# Emily Squires
Pour les articles homonymes, voir Emily et Squires.
Emily Squires née le 23 août 1941, et morte le 21 novembre 2012 à New York, est une réalisatrice et productrice américaine.

## Filmographie

### comme réalisatrice
- 1969 : 1, rue Sésame ("Sesame Street") (série TV)
- 1994 : The Best of Elmo (vidéo)
- 1996 : Elmo Saves Christmas (vidéo)
- 1996 : Big Bag (série TV)
- 1998 : Sesame Street 'A Is for Asthma' (vidéo)
- 2000 : Elmo's Musical Adventure (série TV)
- 2003 : Zoe's Dance Moves (vidéo)

### comme productrice
- 1994 : All-Star 25th Birthday: Stars and Street Forever! (TV)